# Hästvind

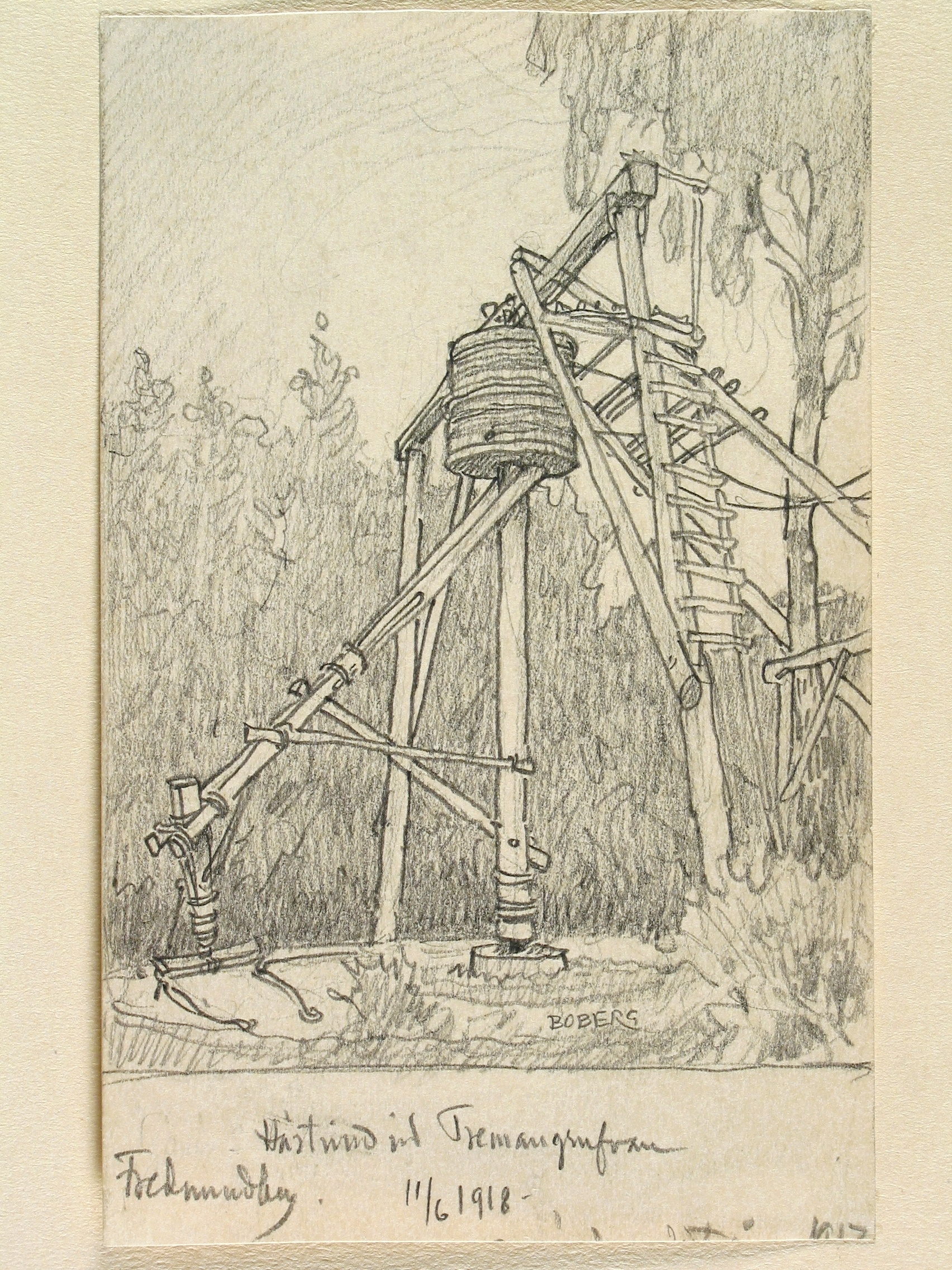
Hästvind vid Tremangruvan. Teckning av Ferdinand Boberg.

Hästvind, en vinsch som dras med hjälp av hästar. I äldre tider ofta använt inom gruvdrift, framförallt i trakter där vattenkraft inte var tillgänglig, eller nere i underjorden där ingen kraftförsörjning på annat sätt var möjlig. 